# Нововодяне (Новоукраїнський район)
Новово́дяне — село в Україні, у Рівнянській сільській громаді Новоукраїнського району Кіровоградської області. Населення становить 7 осіб. Орган місцевого самоврядування — Рівнянська сільська рада.

## Населення
Згідно з переписом УРСР 1989 року чисельність наявного населення села становила 16 осіб, з яких 6 чоловіків та 10 жінок.
За переписом населення України 2001 року в селі мешкало 7 осіб.

### Мова
Розподіл населення за рідною мовою за даними перепису 2001 року:
| Мова       | Відсоток |
| ---------- | -------- |
| українська | 85,71 %  |
| російська  | 14,29 %  |

## Відомі люди
Уродженцем села є Добровольський Спиридон Петрович (1894-1977) — український письменник і драматург.